# Made en Drimmelen
Made en Drimmelen è un'ex-municipalità dei Paesi Bassi situata nella provincia del Brabante Settentrionale. Soppressa il 1º gennaio 1997, parte del suo territorio, è stato incorporato in quello della municipalità di Geertruidenberg mentre parte del territorio, insieme a parte di quello delle municipalità di Hooge en Lage Zwaluwe e Terheijden è andato a formare la nuova municipalità di Made. Nel 1998, il nome della municipalità è stato cambiato in Drimmelen.